# الحقن ضمن الجسم الزجاجي

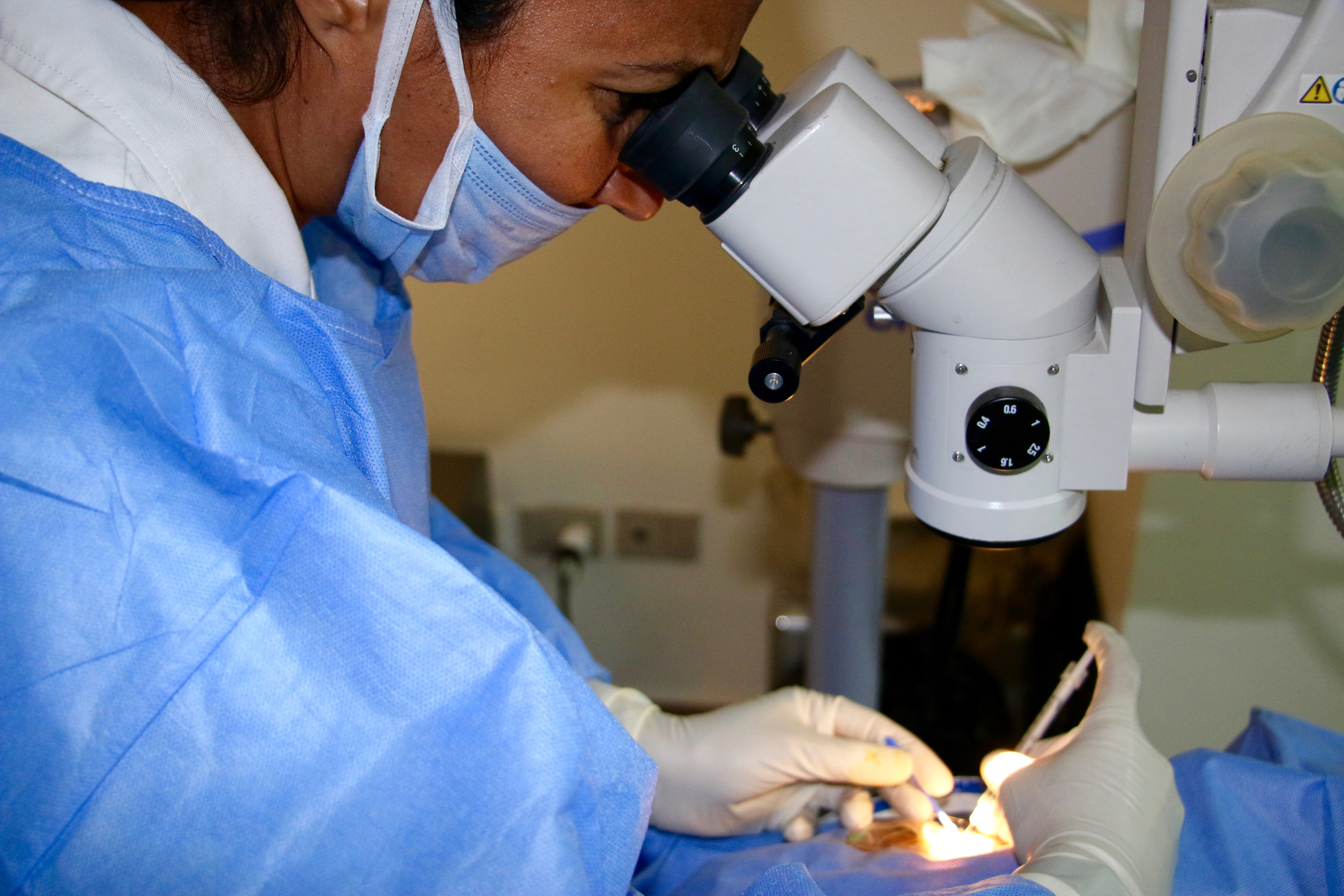
الدكتورة نهى خاطر تقوم بعملية الحقن ضمن الجسم الزجاجي

الحقن ضمن الجسم الزجاجي (بالإنجليزية: Intravitreal injection)‏ طريقة لإعطاء الأدوية ضمن العين عبر الحقن بإبرة رفيعة. تُطبق الأدوية مباشرةً ضمن الجسم الزجاجي، وتُستخدم لعلاج أمراض متنوعة في العين مثل التنكس البقعي المرتبط بالعمر (إيه إم دي) واعتلال الشبكية السكرية والعدوى ضمن العين مثل التهاب باطن المقلة.
بالمقارنة مع الإعطاء الموضعي، تفيد هذه الطريقة في إيصال الأدوية إلى الموقع المستهدف بدقة أكبر، إذ تستطيع الإبرة المرور مباشرةً عبر الحواجز العينية التشريحية (القرنية والملتحمة والعدسة) والحواجز الديناميكية (الدمع والخلط المائي). يمكن لهذه الطريقة أيضًا تقليل الآثار الجانبية للأدوية على الأنسجة الأخرى التي تنجم عن الإعطاء ضمن الدوران الجهازي، وهذا خطر قد يترافق مع الإعطاء عبر الحقن الوريدي.
يمكن تقليل معدل الاختلاطات بأخذ الاحتياطات المناسبة خلال عملية الحقن رغم خطورة حدوث العدوى وغيرها من الآثار الجانبية.

## التاريخ
ذُكر الحقن ضمن الجسم الزجاجي لأول مرة في دراسة عام 1911 شملت حقن الهواء لإصلاح الشبكية المنفصلة، وجرت أيضًا استقصاءات لتقييم فعالية حقن المضادات الحيوية ضمن الزجاجي مثل السلفانيلاميد والبنسلين في علاج التهاب باطن المقلة في أربعينيات القرن العشرين، واقتصر استخدام هذه الأدوية على الاختبارات التجريبية دون تطبيقها على المرضى بسبب تناقض النتائج والمخاوف المتعلقة بالسلامة. كان فوميفيرسن (فيترافين) أول دواء قابل للإعطاء ضمن الزجاجي ينال موافقة إدارة الغذاء والدواء الأمريكية (إف دي إيه) حتى عام 1998.
في عام 2004، نشر إيللو وآخرون أول دليل للحقن ضمن الزجاجي في مجلة «ريتينا»، وكان فوميفيرسن ما يزال الدواء الوحيد المرخص من قبل إدارة الغذاء والدواء للحقن ضمن الزجاجي. في هذا العام، وبالتحديد في السابع عشر من ديسمبر، حاز أول دواء مضاد لعامل النمو الوعائي البطاني المسمى بيغابتانيب (ماكوغين) على ترخيص إدارة الغذاء والدواء لعلاج التنكس البقعي الرطب المرتبط بالعمر.
ازداد شيوع الحقن ضمن الزجاجي في السنين التالية، وشهدت هذه الإجراءات ارتفاعًا ملحوظًا. نالت ست أدوية أخرى رخصة الحقن ضمن الزجاجي بحلول نهاية 2014، وشملت: أسيتونيد التريامسينولون، رانيبيزوماب، أفليبيرسيبت، ديكساميثازون، أوكريبلازمين، فلوكينولون أسيتونيد.
ارتفع أيضًا الاستخدام غير المصرح للبيفاكيزوماب (أفاستين) لتدبير الأمراض العينية المتنوعة مثل التنكس البقعي المرتبط بالعمر وانسداد الأوردة الشبكية ووذمة البقعة السكرية، وتصاعد عدد الحقن المجراة ضمن الزجاجي من أقل من 3000 في السنة عام 1999 إلى ما يقارب 6 ملايين عام 2016.

## التطبيقات
يُستخدم الحقن ضمن الزجاجي لحقن الأدوية ضمن العين لإنقاص الالتهاب (تأثير مضاد للالتهاب) وتثبيط نمو الأوعية الدموية الجديدة وتطورها (الكبح الوعائي) أو خفض نفوذية الأوعية الدموية (مضاد للنفوذية) التي تعالج بدورها أمراض العين المتنوعة.
تشمل الأمراض والاضطرابات التي يمكن علاجها بالحقن ضمن الزجاجي ما يلي:
- التنكس البقعي المرتبط بالعمر (إيه إم دي)/ التنكس البقعي: اضطراب عيني يخرب الرؤية المركزية الحادة ببطء.[11]
- التهاب العنبية: تورم والتهاب ضمن كرة العين.
- انسداد الأوردة الشبكية: انسداد في الأوردة الحاملة للدم إلى خارج الشبكية في الجزء الخلفي للعين وخارج العين.

- الاستسقاء البقعي: تورم أو ثخانة في البقعة (الجزء المركزي من الشكبية الذي يوفر الرؤية الحادة المركزية) بسبب تراكم السوائل الشاذ:[12]
  - استسقاء البقعة السكري: قد يؤدي الداء السكري غير المضبوط إلى اعتلال الشبكية السكري، أي أذية الشبكية وخاصةً الأوعية الصغيرة التي قد تتسرب منها السوائل.
  - الاستسقاء البقعي الكيساني العدسي الكاذب.
  - الاستسقاء البقعي التالي لانسداد الوريد الشبكي.
  - الاستسقاء البقعي التالي لالتهاب العنبية.

- العدوى، مثل التهاب باطن المقلة والتهاب الشبكية.
- التهاب الزجاجي غير الخمجي.

تُعطى المضادات الحيوية والستيرويدات بالحقن ضمن الزجاجي أحيانًا في سياق جراحة الساد الروتينية لتجنب استخدام القطرات العينية بعد الجراحة.

## الأدوية شائعة الاستخدام عبر الحقن

### المضادات المكروبية
تُحقن المضادات المكروبية ضمن الزجاجي لعلاج عدوى العين، مثل التهاب باطن المقلة والتهاب الشبكية، وتعتمد هذه الأدوية على العامل الممرض المسؤول عن المرض.

#### المضادات الحيوية
تستهدف هذه الأدوية العدوى البكتيرية، ويعود أول استخدام لها بهذه الطريقة إلى تجارب جرت في أربعينيات القرن الماضي حين استُخدم البنسلين والسلفوناميدات لعلاج التهاب باطن العين على النماذج الحيوانية من الأرانب. أثبتت دراسات لاحقة التأثيرات المفيدة لاستخدام المضادات الحيوية ضمن الزجاجي في علاج التهاب باطن العين الحاد التالي للجراحة.
في سبعينيات القرن العشرين، نُشر بحث «بايمان» حول الجرعات المقترحة للأدوية المستخدمة في الحقن، ثم أصبحت المضادات الحيوية ضمن الزجاجي تدريجيًا العلاج الأساسي لتدبير التهاب باطن المقلة الجرثومي. تشمل الأدوية التي تُعطى حاليًا الفانكومايسين (للجراثيم إيجابية الغرام) والسيفتازيديم (للجراثيم سلبية الغرام).
تُستخدم عادةً جرعات منخفضة من المضادات الحيوية للحقن ضمن الزجاجي لتجنب سمية الشبكية المحتملة. خضعت بعض المضادات الحيوية البديلة للاختبار لتستبدل الأدوية عالية الخطورة في إحداث السمية الشبكية (مثل الأمينوغليكوزيدات)، وفي ضوء زيادة المقاومة الدوائية للجراثيم، يجب اختيار الأدوية وتقييمها بمساعدة نتيجة الزرع الجرثومي والحساسية الدوائية. قد يتطلب العلاج مشاركة المضادات الحيوية المختلفة لعلاج العدوى متعددة المكروبات (العدوى التي تسببها أنواع متنوعة من العضويات الدقيقة) أو تطبيق المعالجة التجريبية.
تُستخدم المضادات الحيوية مثل الفانكومايسين وموكسيفلوكساسين وغيرها حول العمل الجراحي وبعده، وتُعد طريقةً شائعةً للوقاية من التهاب باطن العين في جراحة الساد. تُظهر الأبحاث أن حقن هذه الأدوية أكثر فائدةً للوقاية مقارنةً بالوقاية الكيميائية التي تُطبق موضعيًا، لكن ما زالت فعاليتها في الوقاية من التهاب باطن المقلة موضع جدل، علاوةً على تحسينها فعالية البوفيدون اليودي في الوقاية من هذا الالتهاب حول العمل الجراحي عند استخدامه بالتشارك مع مضادات الإنتان.

#### مضادات الفطور
إذا اشتبه بوجود عدوى فطرية مسببة لالتهاب باطن المقلة يمكن استخدام مضادات الفطور مثل الأمفوتيريسين ب وفوريكونازول حقنًا ضمن الزجاجي لعلاج هذا المرض، ورغم أن الأمفوتيريسين ب مضاد فطري واسع الطيف، يُستخدم فوريكونازول بتواتر أكبر لأنه يملك فعالية أعلى وسميةً أقل.

#### مضادات الفيروسات
منذ تسعينيات القرن العشرين، استخدمت مضادات الفيروسات لعلاج التهاب الشبكية بالفيروس المضخم للخلايا في المرضى مضعفي المناعة مثل المصابين بالإيدز. تشمل الأدوية القابلة للاستخدام غانسيكلوفير وفوسكارنت وسيدوفوفير. يتنوع مقدار الأدوية المحقونة وتواتر استخدامها باختلاف الدواء، إذ يجب إعطاء فوسكارنت بتكرار أكبر من غانسكلوفير لأنه يملك نصف عمر حيوي أقصر في الجسم الزجاجي.
إذا فشلت المعالجة الدوائية التقليدية، يوصى بمشاركة هذين الدوائين حقنًا، ويمكن إعطاء مضادات الفيروسات لمرضى التنخر الشبكي الحاد الناجم عن التهاب الشبكية بفيروس جدري الماء النطاقي.

### الأدوية المضادة لعامل النمو البطاني الوعائي
عامل النمو البطاني الوعائي نمط من البروتينات تنتجها خلايا الجسم لتحرض نمو أوعية دموية جديدة. تمثل العوامل المضادة له مواد كيميائية تثبط وظيفته لإنقاص النمو الشاذ أو منعه، لأنه قد يلحق الأذى بالعين والرؤية.
تُحقن الأدوية المضادة لعامل النمو البطاني الوعائي لإنقاص التورم أو النزف ضمن الشبكية، ويمكن استخدامها لعلاج التنكس البقعي الرطب المرتبط بالعمر والاستسقاء البقعي (الذي قد يكون سكريًا) واعتلال الشبكية السكري وانسداد الوريد الشبكي.
تشمل الأدوية الشائعة في هذه الفئة: بيفاسيزوماب (أفاستين) ورانيبيزوماب (لوسنتس) وأفليبيرسيبت (إيليا/زالتراب).

### الستيرويدات القشرية
تُستخدم الستيرويدات القشرية أساسًا لإنقاص الالتهاب عبر تثبيط السيتوكينات الالتهابية، ويمكن استخدامها لعلاج العديد من اضطرابات العين مثل اعتلال الشبكية السكري وانسداد الوريد الشبكي.